# Alan Perlis
Alan Jay Perlis (Pittsburgh, 1. travnja 1922. – New Haven, 7. veljače 1990.), američki računalni znanstvenik, poznat po svom pionirskom radu u programskim jezicima te prvi dobitnik Turingove nagrade.
Rođen je u Pittsburghu, Pennsylvania. Godine 1943. stekao je diplomu bakalaureata u kemiji na Carnegie Institute of Technology, danas sveučilište Carnegie Mellon. Za vrijeme Drugoga svjetskog rata, služio je u američkoj vojsci, gdje se počeo zanimati za matematiku.
Godine 1949. magistrira, a doktorira 1950. iz matematike pri MIT-u. Njegova doktorska disertacija je bila naslovljena "O integralnim jednadžbama, njihovim iterativno dobivenim rješenjima i analičkim proširenjima".
Godine 1952. sudjelovao je u projektu Whirlwind. Pristupio je fakultetskom osoblju sveučilišta Purdue i potom se preselio u Carnegie institut 1956. Bio je predstojnik odsjeka za matematiku, te prvi predstojnik odsjeka za računalstvo. Kasnije je izabran za predsjednika ACM-a 1962.
Dobio je Turingovu nagradu 1966., po citatu Za utjecaj na polju naprednih programerskih postupaka i konstrukcije jezičnog procesora. Ovo se odnosi na posao koji je odradio kao član tima koji je razvio programski jezik ALGOL.
Godine 1971. Perlis se preselio na sveučilište Yale kako bi postao predstojnik odsjeka za računalstvo.
Godine 1982. je napisao članak Epigrami o programiranju za ACM-ov SIGPLAN časopis, opisujući po u jednoj rečenici prosvjetljujuće činjenice o mnogim stvarima koje je naučio o programiranju tijekom godina. Njegovi su epigrami naširoko citirani.
Ostao je na Yaleu sve do svoje smrti 1990.